# Zita Tóth
Zita Tóth (* 28. Mai 2005 in Budapest) ist eine ungarische Skirennläuferin. Sie startet hauptsächlich in den technischen Disziplinen Riesenslalom und Slalom.

## Karriere
Tóth gab ihr internationales Renndebüt bei einem sogenannten Citizen Rennen der FIS am 17. November 2018 am Pass Thurn. Ihre ersten internationalen Großereignisse bestritt sie im darauffolgenden Jahr. Ihr mit Abstand beste Platzierung hierbei war ein neunter Rang beim Europäischen Olympischen Winter-Jugendfestival in Sarajevo.
Bei den Olympischen Jugendwinterspiele 2020 im schweizerischen Lausanne erreichte sie als beste Platzierung Rang 16 im Super-G.
Tóth startete in den darauffolgenden Jahren hauptsächlich bei Junioren- sowie FIS-Rennen. Ausnahmen bildeten hierbei immer wieder internationale Großereignisse wie Olympische Winterspiele oder Weltmeisterschaften.
Ihr Weltcupdebüt feierte sie zu Beginn der Saison 2021/22 beim Riesentorlauf von Sölden, wobei sie bereits im ersten Durchgang ausschied.

## Erfolge

### Olympische Winterspiele
- Peking 2022: 40. Slalom, DNF Riesenslalom

### Weltmeisterschaften
- Cortina d’Ampezzo 2021: DNF Riesenslalom, DNF Slalom
- Courchevel/Méribel 2023: 40. Riesenslalom, DNF Slalom
- Saalbach-Hinterglemm 2025: 41. Riesenslalom, DNF Slalom

### Olympische Jugend-Winterspiele
- Lausanne 2020: 16. Super-G, 17. Alpine Kombination, DNF Riesenslalom, DNF Slalom

### Juniorenweltmeisterschaften
- Val di Fassa 2019: 60. Riesenslalom, DNF Slalom
- Bansko 2021: 17. Super-G, 19. Slalom, DNF Riesenslalom
- St. Anton am Arlberg 2023: DNF Riesenslalom, DNF Slalom

### Europacup
- 6 Platzierungen unter den besten 30

### Europäisches Olympisches Jugendfestival
- Sarajevo 2019: 9. Slalom, DNF Slalom

### Sonstige Erfolge
- 4 Siege bei FIS-Rennen
- Ungarische Meisterin im Riesenslalom (2019, 2023)
- Ungarische Meisterin im Slalom (2021, 2023)